# Henry Draperkatalogen
Henry Draper Catalogue är en astronomisk katalog med astrometriska och spektroskopiska data över fler än 225 000 av de från jorden sett ljusstarkaste stjärnorna.
Katalogen publicerades första gången mellan 1918 och 1924, med 225 000 stjärnor. Den sammanställdes av Annie Jump Cannon och Antonia Maury med medarbetare vid Harvard College Observatory under handledning av Edward C. Pickering, och namngavs i Henry Drapers ära. Drapers änka skänkte pengarna som finansierade katalogen.
Stjärnorna i katalogen har medelstor apparent magnitud, ner till runt 9m (ungerfär 50 gånger ljussvagare än de dunklaste stjärnor som kan förnimmas med blotta ögat). Stjärnorna ter sig medelljusa, relativt sett, i amatörteleskop, och ljusstarka relativt sett i professionella instrument. Katalogen täcker hela stjärnhimlen och är amnärkningsvärd som det först storskaliga försöket att katalogisera stjärnors spektraltyper. 
År 1949 publicerades en utökning av katalogen till totalt 359 083 stjärnor.

## Katalogens konsekvenser
Katalogens tillkomst bäddade för den systematiska studien av stjärnors ljusutstrålning, vilket i sin tur ledde till den korrekta ordningen bland spektralklasserna och slutligen sambandet mellan spektralklass och luminositet som är koordinataxlarna i Hertzsprung-Russelldiagrammet.
HD-nummer används ofta idag för stjärnor som saknar Bayer- eller Flamsteedbeteckning. Stjärnorna som numrerats 1-225300 är från den ursprungliga katalogen och numreras i rektascensionsordning i epoken 1900.0. Stjärnorna 225301-359083 är från 1949 års utökning av katalogen. Beteckningen HDE används enbart för stjärnor i denna senare utökning (Henry Draper catalogue Extension), men även dessa betecknas med HD eftersom numreringen försäkrar att det inte uppstår tvetydigheter.